# Wien Meidling

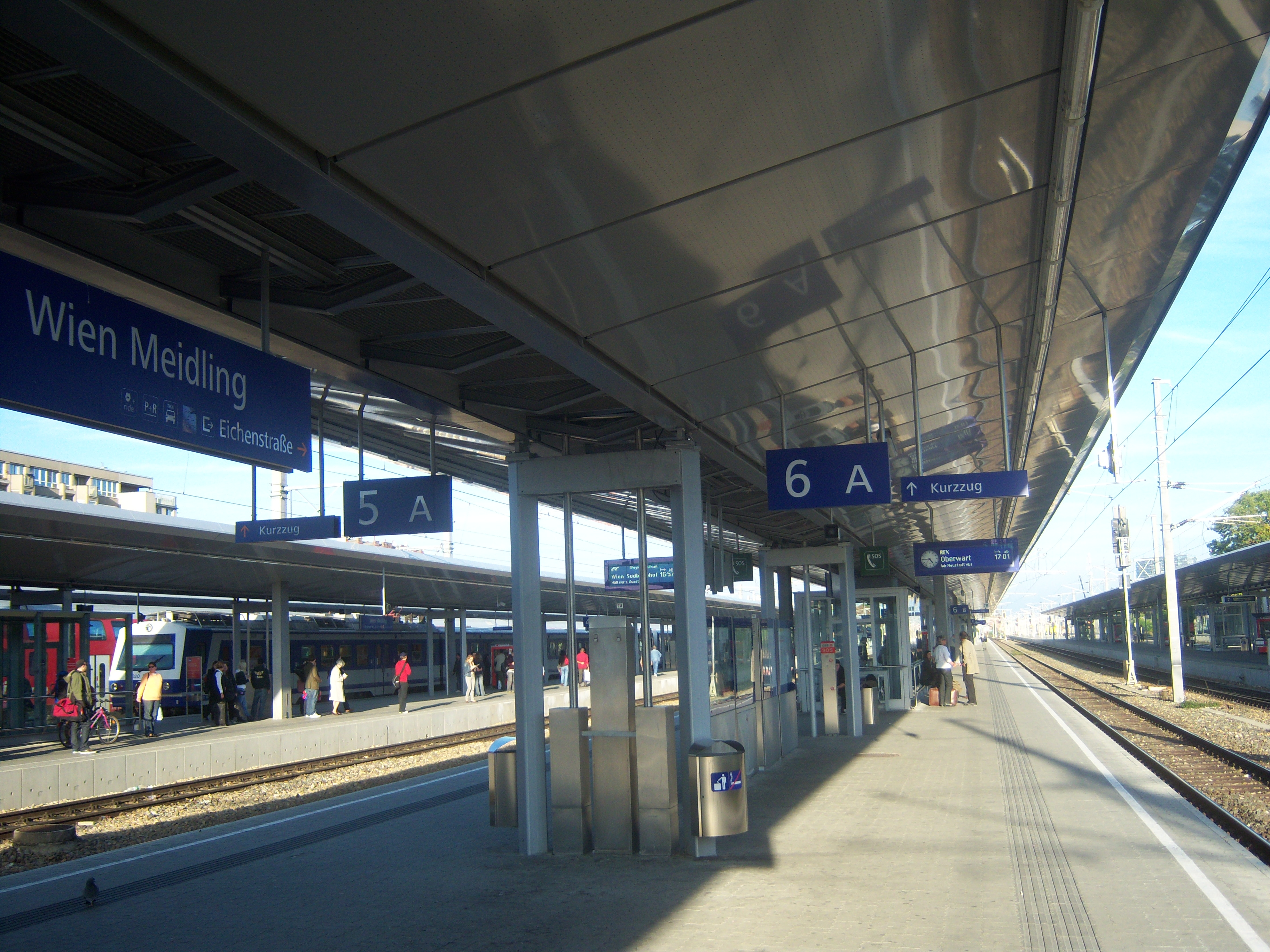
Wien Meidling

Wien Meidling Bécs másfél évszázadnál is hosszabb történetre visszatekintő, 2009-ben felújított és átépített vasútállomása, mely egyúttal multimodális csomópont is: az U6-os metró, Wiener Lokalbahn (Badner Bahn) a 62-es villamosvonal, és számos buszjárat csatlakozik itt a vasúti forgalomhoz. 2009-ben a Westbahnhof és a bezárása előtti forgalmát tekintve Südbahnhof után a harmadik legforgalmasabb bécsi pályaudvar volt. A metróállomásnál bevásárlóközpont, a közelben pedig ingázók számára hosszú távra kiadó szobák, lakások találhatók jelentős számban.

## Forgalom
A helyi és elővárosi közlekedésben (S-Bahn, regionális összeköttetések) nagy jelentőséggel bíró állomás nemzetközi vonatok megállóhelye is.
Südbahnhof állomás átépítés miatti bezárásának következtében az ottani forgalom egy jelentős részét átterelték Meidlingbe, amely 50%-ot meghaladó utasforgalom-növekedést jelentett. A Hauptbahnhof megnyitása után a jelentősége valamelyest csökkent.
A pályaudvar nyolc utasforgalmi vágánya szolgálja ki az S-Bahn-kapcsolatokat (Hütteldorf, Floridsdorf, Gänsendorf), a Mödling-Baden-vonalat, illetve a Südbahn-t (Graz, Maribor felé); Magyarország viszonylatában egyrészt a németországi EuroCity- és Railjet vonatok állnak meg; Meidlinget érintve mennek tovább a bécsújhelyi és soproni vonatok, köztük a GYSEV járatai is.
A Lainzer Tunnel (lainzi vasúti alagút) keleti vége az állomáshoz kapcsolódik, ezért a távolsági forgalomban (beleértve részben a teherforgalmat is) forgalomszervezési jelentőséggel is bír.
| Járat  | Útvonal | Gyakoriság |
| ------ | --- | ---------- |
| xpress | Bratislava hl.st. (Pozsony) – Bratislava-Nové Mesto (Pozsony-Újváros) (←) – Bratislava-Petržalka (Pozsonyligetfalu) – Wien Hauptbahnhof (Bécs) – Wien Meidling – St. Pölten Hauptbahnhof – Linz Hauptbahnhof – Salzburg Hauptbahnhof – Kufstein – Wörgl – Innsbruck Hauptbahnhof – Ötztal – Landeck-Zams – Sankt Anton Am Arlberg – Bludenz – Feldkirch – Buchs – Sargans – Zürich Hauptbahnhof | Napi 1 pár |

## Balesetek
2017. április 15-én az állomáson összeütközött egy Railjet egy regionális vonattal.